# Klinikum Delmenhorst
Das Klinikum Delmenhorst bzw. die Delme-Klinik, in Delmenhorst -  Deichhorst, Wildeshauser Straße 92, ist ein   nach Plänen des Architekten Fritz Höger errichteter Krankenhausbau. Das  Gebäudeensemble wurde am 21. April 1928 unter dem Namen Städtische Krankenanstalten eröffnet.
Seit Januar 2016 firmieren die Klinik Mitte (ehemals St. Josef-Stift Delmenhorst) und das JHD Deichhorst (ehemals Klinikum Delmenhorst) unter dem Dach der Josef-Hospital Delmenhorst gGmbH. Zum 1. Mai 2018 und rückwirkend zum 1. März 2018 erfolgte die Übernahme durch die kommunale Stadtkrankenhaus Delmenhorst GmbH.
Die Bauwerke der Baudenkmal-Gruppe Hauptgebäude, Maschinenhaus, Außenhaus und Pathologie sind Baudenkmale in Delmenhorst.
Das Klinikum ist akademisches Lehrkrankenhaus der Universität für Medizin, Pharmazie, Naturwissenschaften und Technik Târgu Mureș.

## Geschichte

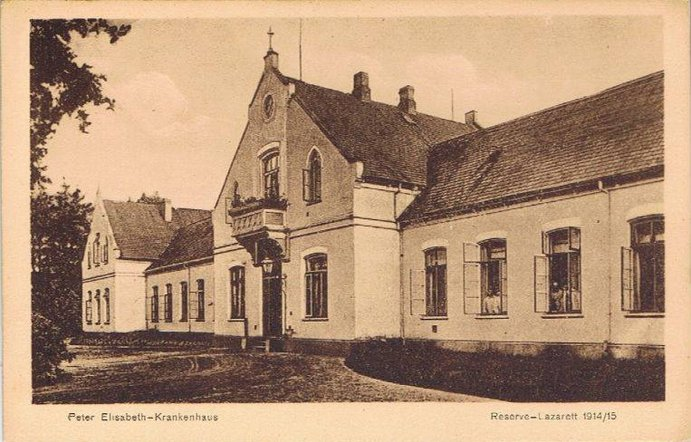
Das Peter-Elisabeth-Krankenhaus in Delmenhorst um 1914/1915

Das erste öffentliche Krankenhaus (Peter-Elisabeth-Krankenhaus) in Delmenhorst wurde am 4. Mai 1879 auf der Burginsel in der Stadtmitte in Betrieb genommen. 1898/99 wurde je ein Frauen- und ein Männerflügel angebaut, doch die Räumlichkeiten reichten trotz einer Aufstockung auf 115 Betten bereits ab 1908 nicht mehr aus: Das Krankenhaus war ständig überfüllt.  Daher wurde 1925 entschieden, den Bau eines neuen Krankenhauses vorzunehmen.

Das historische Hauptgebäude des JHD an der Wildeshauser Straße in Deichhorst

Als Gelände wurde ein Grundstück an der Wildeshauser Straße (damals Wildeshauser Chaussee) ausgewählt, als Architekt wurde Fritz Höger beauftragt, seinen Entwurf umzusetzen. Das dabei entstandene Gebäudeensemble, bestehend aus Hauptgebäude, Infektionshaus, Maschinenhaus und Wäscherei sowie einem Ärztedoppelhaus wurde nach zweijähriger Bauzeit im April 1928 eingeweiht. Das alte Krankenhaus in der Stadtmitte diente in der Folge als Berufsschule, später als Ausweichraum für das Max-Planck-Gymnasium, bevor 1965 zunächst die Seitenflügel und 1972 das Haupthaus abgebrochen wurden.
Das neue Krankenhaus an der Wildeshauser Straße wurde stetig erweitert und modernisiert und erhielt unter anderem den Anbau einer Frauen- und eine Kinderklinik (1953). Es wurde ein kleines Außenhaus für Lungenerkrankungen errichtet (1958), außerdem erfolgten bauliche Erweiterungen wie der Ausbau des Dachbodens im Hauptgebäude, die Erweiterung von Frauen- und Kinderklinik sowie die Inbetriebnahme der Isotopendiagnostik (1974). 1979 erfolgte eine umfangreiche Sanierung, verbunden mit einem weiteren Anbau für Operationssäle, die Zentralaufnahme und den heutigen Eingangsbereich. 2005 erfolgte die Umbenennung in Klinikum Delmenhorst, später wurden weitere Erweiterungen, Um- und Anbauten vorgenommen. Die Frauenklinik wurde 2012 aus wirtschaftlichen Gründen geschlossen. Durch den Ratsbeschluss vom 22. Dezember 2014 wurde beschlossen, eine Fusion des kommunalen Klinikum Delmenhorst mit dem bisherigen lokalen Wettbewerber, den Gesellschaftern des katholischen St. Josef Stifts durch die Bildung einer Holdingstruktur herbeizuführen.
Am 14. Juli 2015 übernahm Thomas Breidenbach die Geschäftsführung und am 18. Dezember 2015 wurde das Klinikum Delmenhorst GmbH in JHD Deichhorst gGmbH umfirmiert.
Seit 1. Januar 2016 firmieren das JHD Mitte (ehemals St. Josef-Stift Delmenhorst) und das JHD Deichhorst (ehemals Klinikum Delmenhorst) nun unter dem Dach der Josef-Hospital Delmenhorst gGmbH.
Von 2002 bis 2005 war am Klinikum der Krankenpfleger Niels Högel beschäftigt, dem insgesamt bis zu 322 Morde in den Kliniken Oldenburg und Delmenhorst zur Last gelegt werden. Trotz einer deutlichen Zunahme von Todesfällen und einer Vielzahl von Verdachtsmomenten gegen Högel unternahm die Klinik nichts. Gegen zwei verantwortliche Ärzte, einer stellvertretenden Stationsleiterin und dem Leiter der Intensivstation des Klinikums sind am Oberlandesgericht Oldenburg Klagen wegen Totschlags durch Unterlassen anhängig. Der am 6. Juni 2019 verurteilte Krankenpfleger geht laut Meldung vom 11. Juni 2019 in Revision. Gegen Zeugen dieses Prozesses wurden acht Verfahren wegen Meineids durch die Staatsanwaltschaft Oldenburg  eingeleitet und zwei wegen Falschaussagen.

## Einrichtung
Das Klinikum  verfügt über 247 Planbetten und etwa 442 Vollkräfte.

Sie ist ein Krankenhaus der Regel- und Schwerpunktversorgung mit Kliniken für Intensivmedizin, Orthopädie und Unfallchirurgie, Allgemein- und Visceralchirurgie, Anästhesiologie, Palliativmedizin und Schmerztherapie, Thoraxchirurgie, Urologie mit Onkologische Urologie und Kinderurologie, Frauen und Innere Medizin sowie  Zentren für Ambulanz, Palliativmedizin, Notaufnahme, Wirbelsäulenchirurgie und spinale Neurochirurgie.